# Мезенцев, Леонид Гаврилович
Леонид Гаврилович Мезенцев (1910—1976) — советский государственный и партийный деятель. Заместитель министра среднего машиностроения СССР по кадрам (1954—1976).

## Биография
Родился 14 марта 1910 года в Екатеринбурге. С 1928 года работал электромонтёром на Электростанции. В 1933 году окончил Уральский лесотехнический институт. С 1933 года инженер Тавринского деревообрабатывающего комбината. С 1936 года механик, начальник цеха Уральского завода тяжёлого машиностроения. В 1942 года парторг ВКП(б) завода № 8 НКВ СССР.
С 1946 года Первый секретарь Куйбышевского районного комитета ВКП(б) города Свердловска и заместитель председателя Исполнительного комитета Свердловского городского Совета. С 1948 года заместитель секретаря Свердловского ГК КПСС по промышленности. С 1949 года назначался инструктором Административного отдела ЦК КПСС.
С 1949 года избирался Секретарём и Вторым секретарём Крымского областного комитета КП Украины, с 1954 года кандидатом в члены ЦК КП Украины.
С 1954 года назначен начальником Политического управления, а после его реорганизации с 1954 по 1976 годы был заместителем министра среднего машиностроения СССР по кадрам.
Умер 20 июня 1976 года в Москве.

## Награды
- орден Ленина
- орден Октябрьской Революции
- три ордена Трудового Красного Знамени
- орден Красной Звезды